# 沙吞獨特大樓
沙吞獨特大樓是泰國曼谷的一栋未完工建築。興建進度達80%之時，逢亞洲金融危機而停工。它是曼谷的眾多廢棄建築之中最突出者，成為城市探險的目的地之一。

## 歷史
沙吞獨特大樓原計畫興建為一幢47層可容納600戶的豪華公寓，由知名的建築師及房地產開發商朗珊塔蘇萬所設計，他也設計了沙吞獨特大樓的姊妹作品，國家大廈。沙吞獨特大樓專案始於1990年，為沙吞獨一公司所有，而主要資金源於泰墨金融證券公司。大樓於同年動工，由思披耶公司承建。
1993年發生了一件為時15年的爭議案件，朗珊因涉嫌密謀殺害最高法院院長而被捕，儘管謀殺未實際發生。朗珊在2008年被判決有罪，但上訴後在2010年改判無罪。無論如何，該案中斷了朗珊對大樓項目的財政支持能力，沙吞獨特大樓因為缺乏資金而多次延宕。
1997年亞洲金融危機來襲，曼谷的房地產市場崩潰，興建沙吞獨特大樓的資金來源的金融公司倒閉，整個城市的建設停頓了下來，曼谷有三百多座超高層大樓的興建停擺。隨著景氣復甦，停工的大樓多數賡續竣工，包含國家大廈，但仍有包含沙吞獨特大樓等十多座大廈仍未復工。

## 位置、設計暨狀態

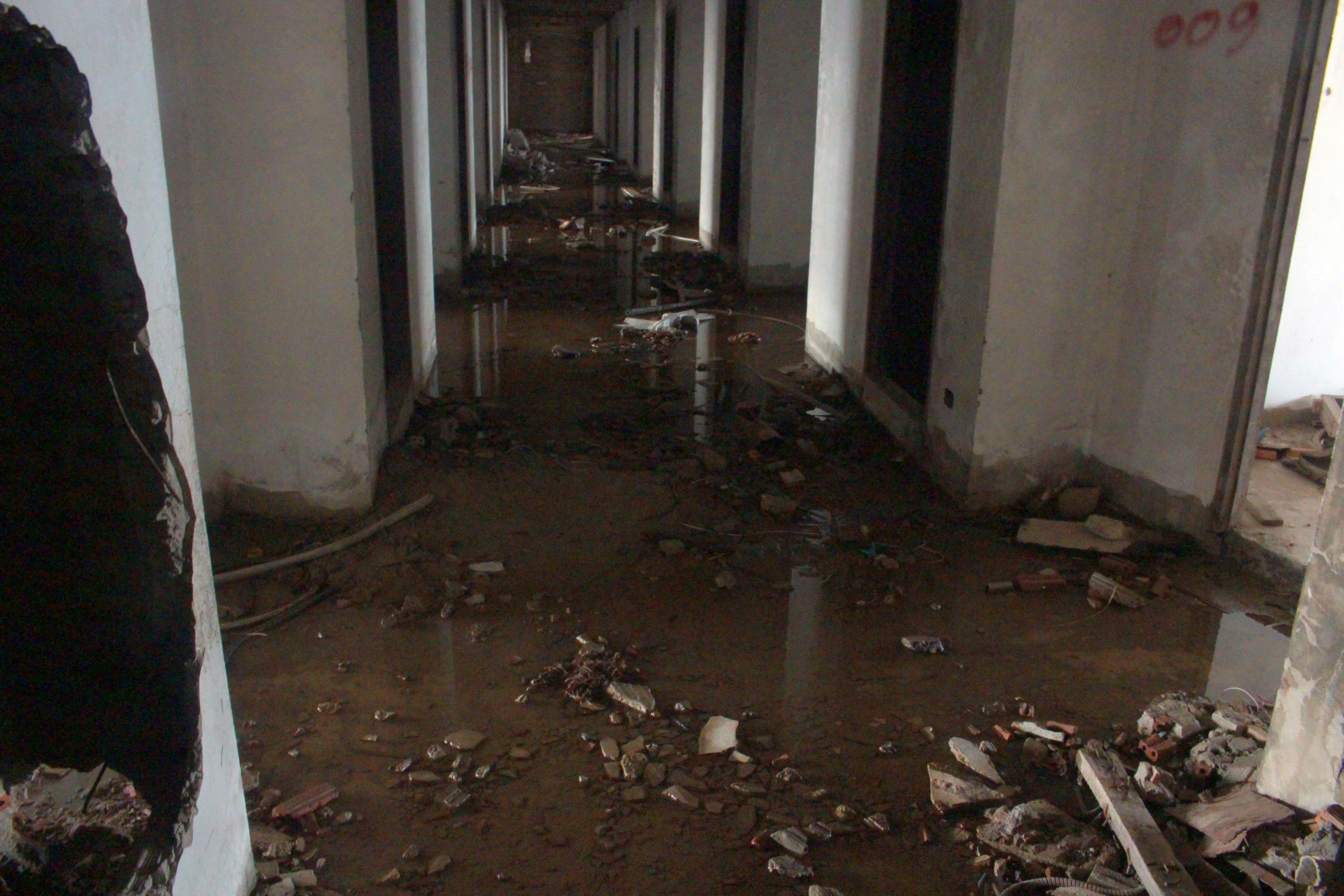
大樓內部破舊的內裝

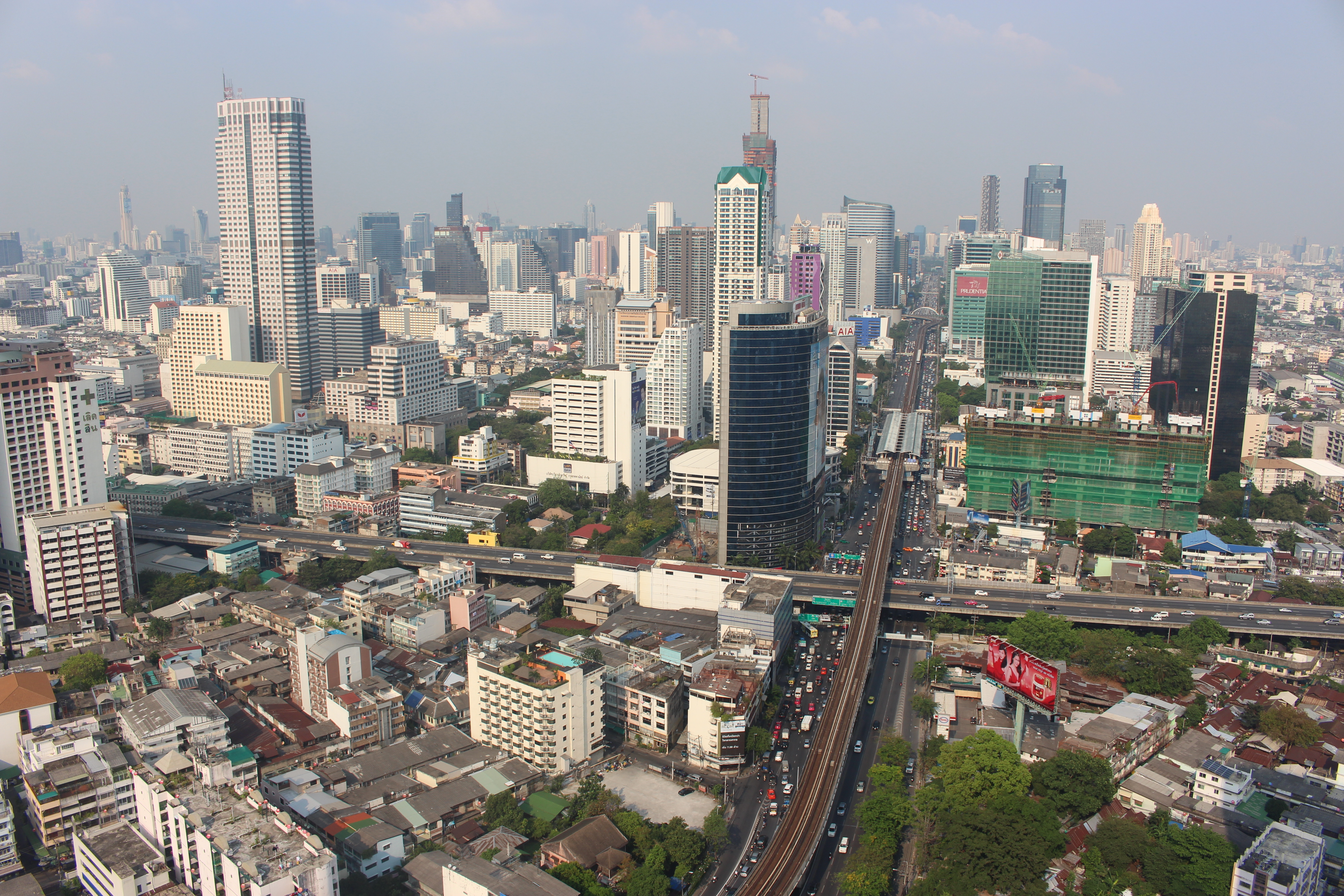
從沙吞獨特大樓屋頂俯瞰市景

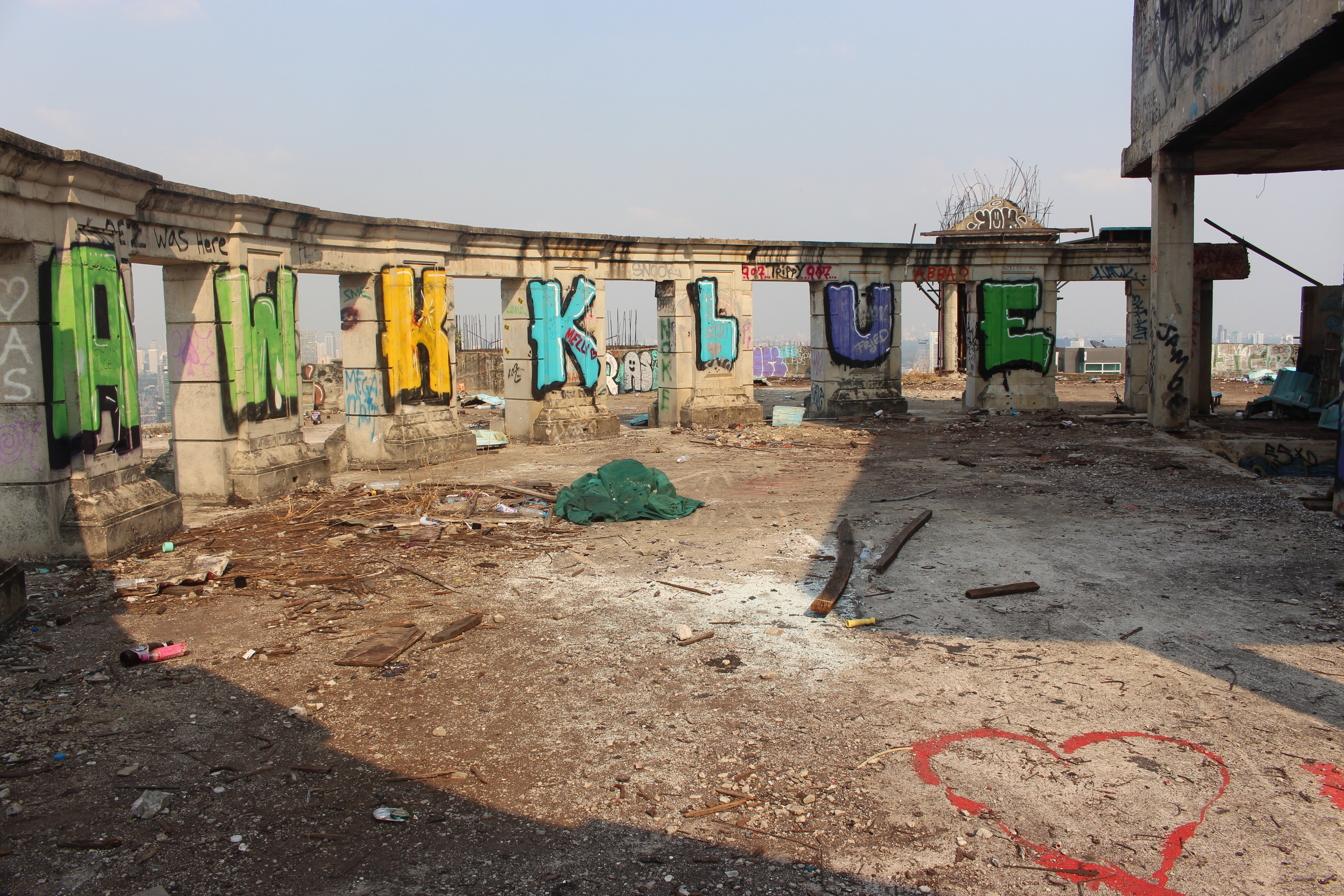
屋頂的塗鴉

沙吞獨特大樓坐落於曼谷沙吞縣石龍軍路，位在51與53巷之間。附近有鄭皇橋及曼谷大眾運輸系統的鄭皇橋車站。該幢大樓設計為49層，包含兩個地下樓層，佔地約為2萊（3,200平方, 34,000平方英尺），且它與一旁十層樓高的停車場相連接。朗珊風格被形容是「歡騰的後現代主義，在此風格與時代當中，建築仿效完全沒有停止的跡象」。沙吞獨特大樓的設計運用了新希臘元素，尤其是圓柱與陽台。當大樓停工時，大樓的核心結構體近乎完工，但內裝的基礎設施還未施作，而隔間牆與結構細節尤其是上層也未完成。
沙吞獨特大樓已成為知名的城市探險目的地，且已獲得國際造訪者相同的關注。儘管已被正式限制公眾進入，但據聞賄絡駐守的保安就能進入。該樓在2014年12月再次登上新聞，一名瑞典人懸樑自殺的屍體在建物內被發現，新聞引起了對該樓的安全與防禦討論
。
2015年9月，沙吞獨特公司董事佩西塔蘇萬透露，他已對在網際網路上張貼大樓照片的五人提出刑事控告，包含上傳了在大樓上花式奔跑影片的一對外國人。他表示此舉是為了制止人們攀登這幢大樓，因為它不安全。由於網路上消息的傳播，在過去幾年內不法進入這幢大樓的人數大幅上升，在一些週末有超過百人進入大樓。
在大樓週圍的鄰里流傳著關於這幢大樓的傳說，有說法認為大樓鬧鬼，因為大樓原址可能是個墓地。另一派流傳的說法認為大樓的陰影遮住了龍船寺，有不祥之兆，導致大樓不能完工。